# Ornithidium affine
Ornithidium affine är en orkidéart som först beskrevs av Eduard Friedrich Poeppig och Stephan Ladislaus Endlicher, och fick sitt nu gällande namn av Mario Alberto Blanco och Isidro Ojeda. Ornithidium affine ingår i släktet Ornithidium och familjen orkidéer. Inga underarter finns listade i Catalogue of Life.